# Teste de absorção de energia
O teste de absorção de energia, conhecido pela sigla inglesa SAR (specific absorption rate) é um teste  capaz de medir o índice de exposição à radiofrequência de aparelhos eletrônicos, principalmente celulares.